# Linhares FC
Linhares FC is een Braziliaanse voetbalclub uit de Braziliaanse stad Linhares in de staat Espírito Santo.

## Geschiedenis
De club werd in 2001 opgericht nadat de jeugdacademie van de Escolinha de Futebol Companhia de Craques professioneel werd. In 2002 speelde de club voor het eerst in de tweede divisie van het staatskampioenschap. Een jaar later kon de club al promotie afdwingen naar de hoogste klasse. 
In het eerste seizoen bij de elite werd de club derde. In 2007 won de club de titel na de finale te winnen van Jaguaré. Door deze titel mocht de club deelnemen aan de Copa do Brasil 2008, maar werd hier meteen uitgeschakeld door Juventude. Na twaalf seizoenen in de hoogste klasse degradeerde de club in 2017 en koos ervoor om het jaar erop niet aan de competitie deel te nemen. In 2019 maakte de club een rentree in de tweede klasse en kon meteen promotie afdwingen. 

## Erelijst
Campeonato Capixaba
2007